# Battaglia di Sorbara

Matilde di Canossa

La battaglia di Sorbara fu uno scontro militare avvenuto nella notte del 2 luglio 1084 nei pressi di Sorbara, oggi frazione di Bomporto, in provincia di Modena.

## Riferimenti storici
La battaglia si inquadra nell'ambito della lotta per le investiture combattuta tra i seguaci dell'imperatore Enrico IV e le forze filo-papiste di Matilde di Canossa alleate con i bolognesi.

## Gli antefatti
Conquistata Roma, Enrico IV indusse i suoi sostenitori riuniti nella Lega imperiale ad assediare il castello di Sorbara. I principali nobili della Lega imperiale erano Oberto, marchese d'Este, che ne era anche il capo, e gli antivescovi di nomina imperiale Gandolfo di Reggio Emilia ed Eberaldo di Parma, che si riunirono insieme a vari nobili modenesi, reggiani e parmensi.
Le forze di Matilde di Canossa invece erano composte, oltre che dalle sue milizie, da quelle di Anselmo, vescovo di Lucca, che le rafforzò con truppe provenienti da Bologna, città da sempre schierata con il Papato.
L'esercito della Lega, in procinto di assediare il castello, si accampò stabilmente intorno ad esso secondo la tattica dei tempi, costruendo macchine d'assedio, fossati e trincee di difesa esterna.

## Svolgimento della battaglia
Giunte nella notte, le forze di Matilde di Canossa attaccarono da sud, mentre quelle bolognesi da est. Sgominate le sentinelle e le forze in presidio con il fattore sorpresa, dilagarono negli accampamenti cogliendo nel sonno il grosso delle forze. Oberto marchese d'Este cadde combattendo a cavallo, mentre gli antivescovi Gandolfo di Reggio Emilia ed Eberaldo di Parma furono fatti prigionieri.

## Conseguenze storiche
La vittoria di Matilde ebbe come conseguenza praticamente immediata la fine della lotta per le investiture, determinando al contempo l'espansione dei territori da essa controllati.
Gli antivescovi furono esautorati dalla carica ecclesiastica di nomina imperiale e privati dei titoli nobiliari e di tutte le loro proprietà. I nobili aggregati sopravvissuti allo scontro prestarono nuovo giuramento di vassallaggio a Matilde di Canossa.
L'eco della vittoria fu tale da generare nuovo consenso alla politica di Matilde di Canossa e da stimolare la ricerca di una soluzione di compromesso nella lotta. Per questo motivo nel 1089 Matilde si sposò con il duca Guelfo di Baviera, nonostante la forte differenza di età.
L'illusione di un'alleanza tra l'Impero e Matilde fu breve. Infatti, Enrico IV, sceso nuovamente in Italia nel 1090 conquistando Mantova, non riuscì a trovare sostegno tra i nobili locali, anche se dopo due soli anni tutta l'Emilia venne praticamente riconquistata.
Nel 1092 Matilde ottenne una nuova vittoria militare e strategica a Madonna della Battaglia. A questo punto si raggiunse un nuovo compromesso politico che portò Corrado di Lorena, il figlio di Enrico IV, a diventare re coreggente d'Italia con il solo consenso e appoggio politico di Matilde.
Nel 1111 Matilde fu incoronata a sua volta vice regina d'Italia da Enrico V, figlio di Enrico IV.

## La leggenda
La leggenda vuole che le truppe assedianti il castello si lasciarono andare ad abbondanti libagioni in ragione della presenza sul luogo di salmerie cariche di buon cibo e soprattutto buon vino lambrusco e che fu fatto volutamente cadere in mano loro dagli uomini di Matilde di Canossa. Sprofondati così nel sonno profondo furono colti di sorpresa e, incapaci di combattere adeguatamente, furono sconfitti.